# محمد بن أيوب الرازي
محمد بن أيوب بن سنان بن يحيى بن الضريس بن يسار، أبو عبد الله الرازي، البجلي . (200 هـ - 294 هـ) من أئمة ورواة الحديث وهو ثقة حافظ. مُصَنف كتاب فَضَائِل الْقُرْآن. وهو محدث ابن محدث وجده يحيى من أصحاب سفيان الثوري. مات ابن الضريس يوم عاشوراء سنة أربع وتسعين ومائتين بالري.

## روايته للحديث النبوي
- سمع: مسلم بن إبراهيم والقعنبي وأبا الوليد الطيالسي ومحمد بن كثير العبدي وعلي بن عثمان اللاحقي ومسدد بن مسرهد وأبا سلمة التبوذكي وأحمد بن يونس ومحمد بن سنان العوقي وعبيد الله بن محمد العيشي وإسحاق بن محمد الفروي ويحيى بن هاشم السمسار وحفص بن عمر الحوضي وعبد الله بن الجراح وعبد الأعلى بن حماد وأبا الربيع الزهراني وسهل بن بكار ومحمد بن أبي بكر المقدمي ومحمد بن المنهال وطبقتهم. وانتهى إليه علو الإسناد بالعجم مع الصدق والمعرفة.
- روى عنه: عبد الرحمن بن أبي حاتم وقال : هو ثقة وعلي بن شهريار وأحمد بن إسحاق الطيبي وأبو عمرو إسماعيل بن نجيد وأحمد بن عبيد الهمذاني وخلق كثير آخرهم موتا : أبو سعيد عبد الله بن محمد بن عبد الوهاب الرازي.[4]

## آراء العلماء فيه
الجرح والتعديل
- أبو حاتم بن حبان البستي: ذكره في الثقات.
- أبو يعلى الخليلي: ثقة، وهو محدث بن محدث متفق عليه عالم بالحديث له تصانيف.
- ابن أبي حاتم الرازي: ثقة صدوق.
- الذهبي: انتهى إليه علو الإسناد مع الصدق والمعرفة.
- خليل بن أيبك الصفدي: كان ذا معرفة وحفظ وعلو رواية.
- خير الدين الزركلي: من حفاظ الحديث.
- عبد الكريم بن محمد الرافعي: محدث بنفسه وبآبائه مكثر صاحب تصانيف.